# سیارک ۲۰۱۳۰۸
سیارک ۲۰۱۳۰۸ (به انگلیسی: 201308 Hansgrade، نامگذاری:2002TK69) دویست و یک هزار و سیصد و هشتمین سیارک کشف شده‌است که در ۱۰ اکتبر ۲۰۰۲ کشف شد.